# Karnice (Powiat Gryficki)

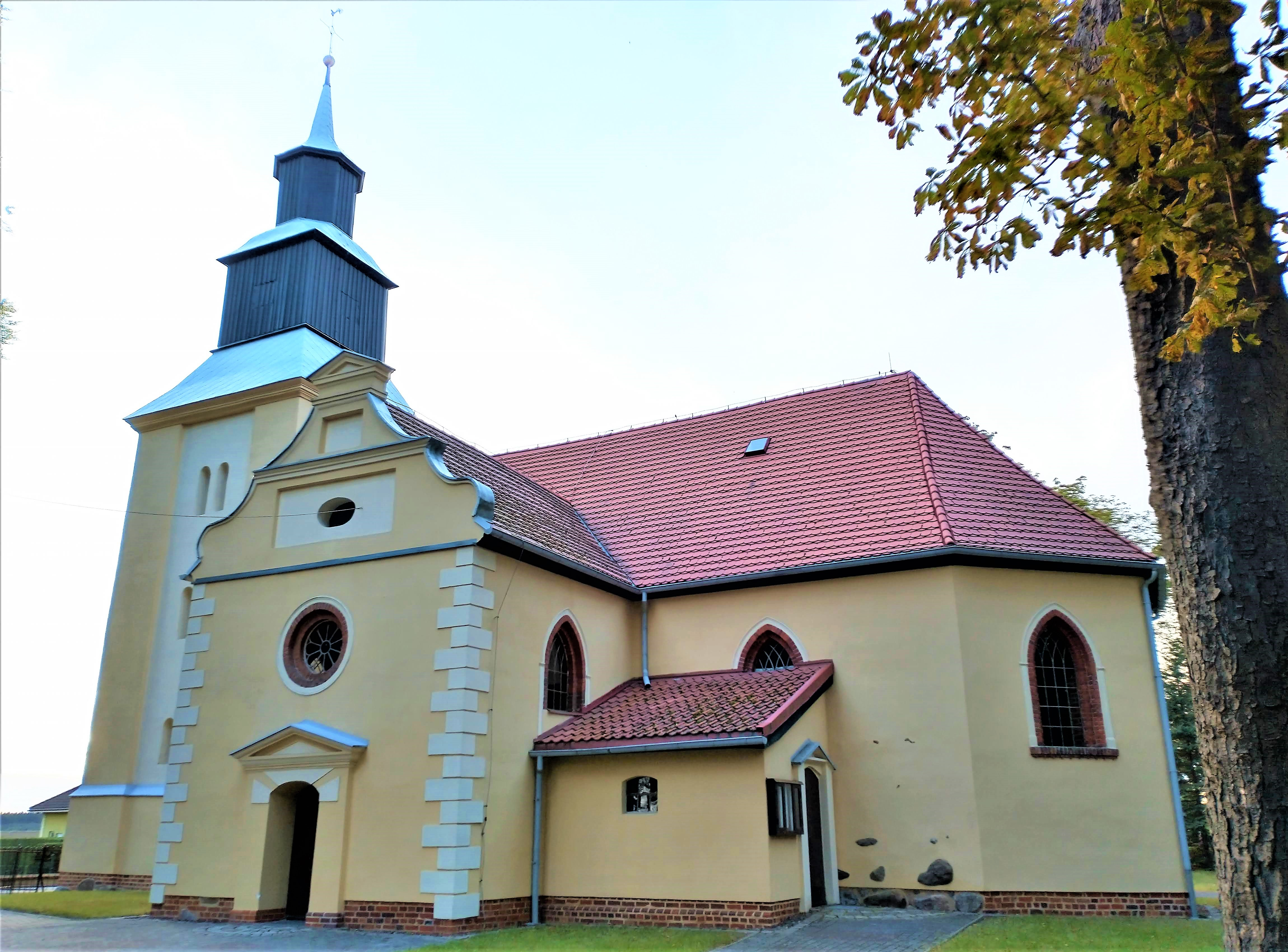
Kirche in Karnice

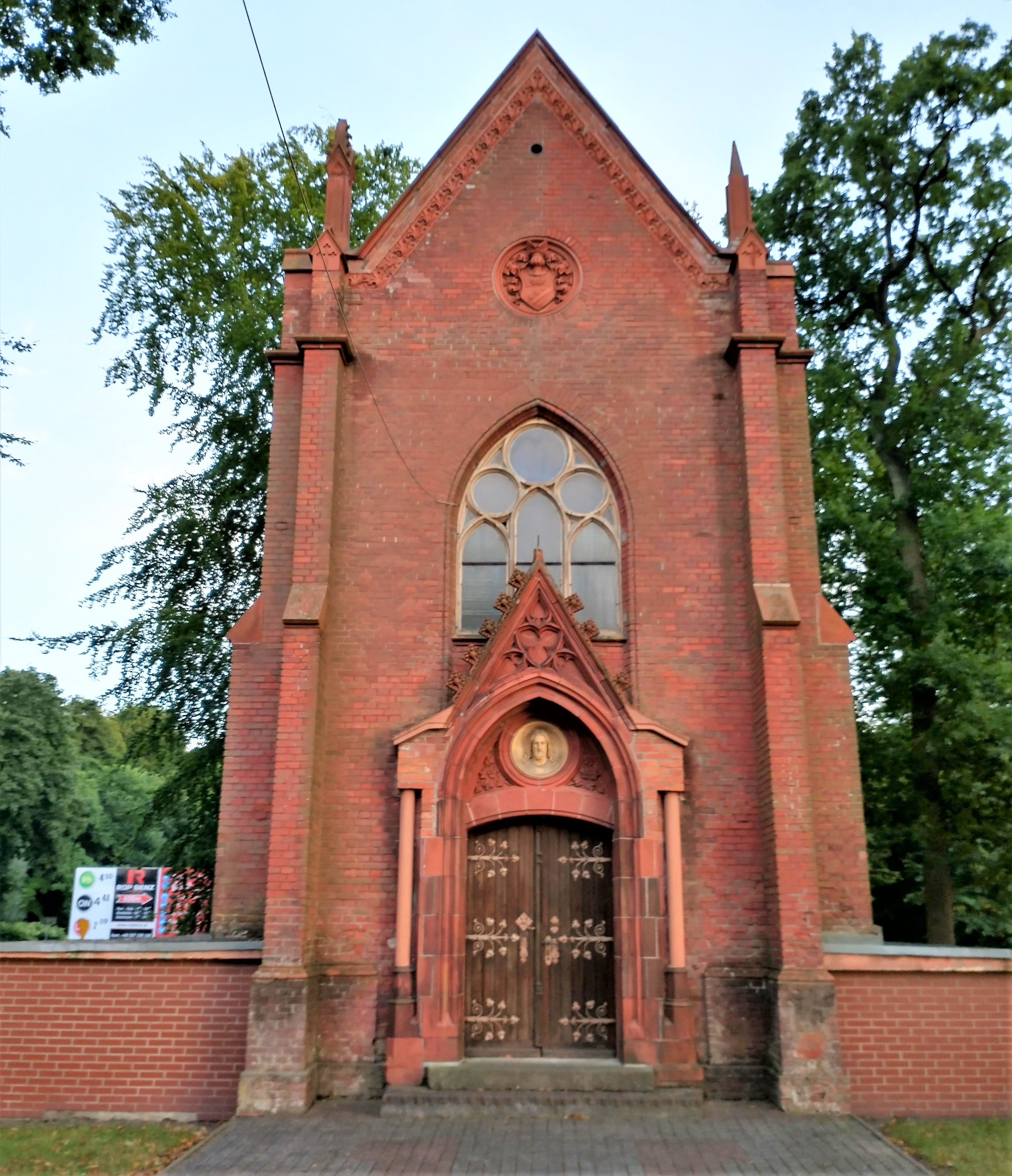
Kapelle

Karnice (deutsch Karnitz; auch Carnitz) ist ein Dorf und Sitz einer Landgemeinde in der polnischen Woiwodschaft Westpommern,  Powiat Gryficki (Greifenberger Kreis) (in den Jahren 1975 bis 1998 hatte Karnice administrativ zur Woiwodschaft Stettin gehört).

## Geographische Lage
Die Ortschaft liegt in Hinterpommern, etwa 17 Kilometer nordwestlich von Gryfice (Greifenberg i. Pom.) und 76 Kilometer nordöstlich von Stettin.

## Geschichte

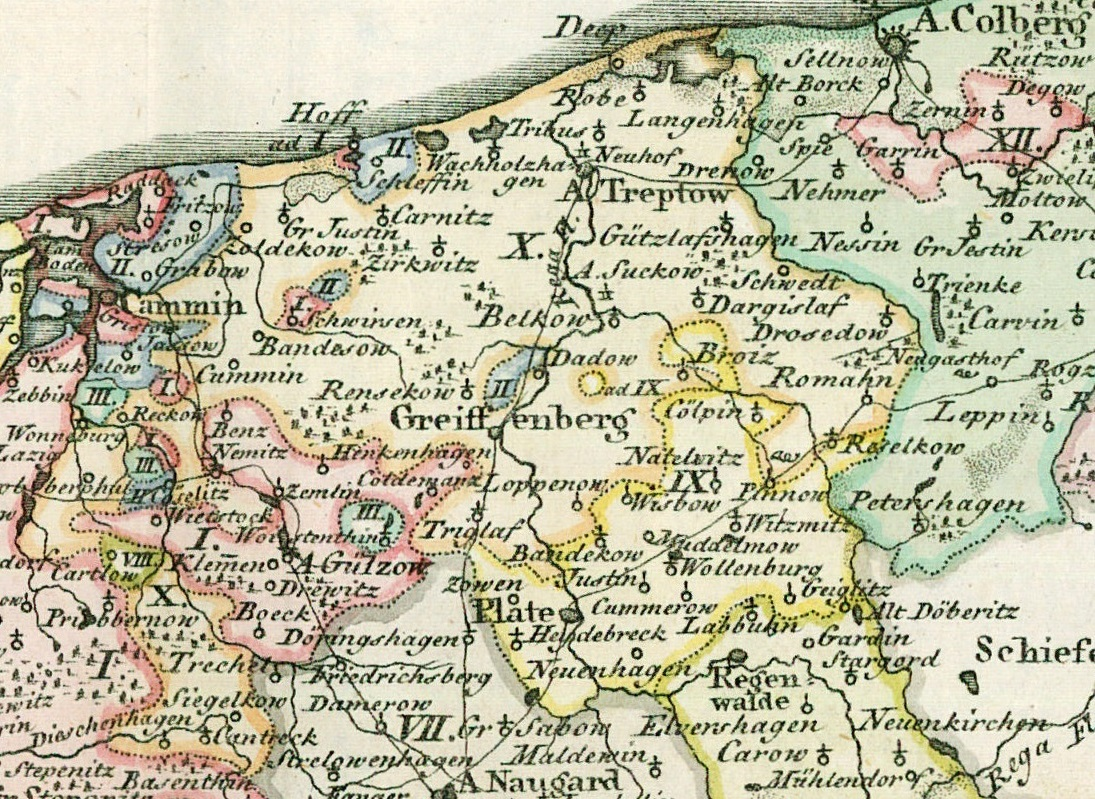
Karnitz (Carnitz) westlich von Treptow an der Rega, östlich von Hoff und nördlich von Greifenberg i. Pom. auf einer Landkarte des 18. Jahrhunderts

Das Gut Carnitz wurde 1840 zusammen mit Neides, Nitznow und Gützelfitz von Ferdinand Ludwig Elbe (1791–1857) erworben, dessen Sohn Oskar (von) Elbe (1830–1897), Gutsherr auf Carnitz, zu Königsberg 1861 in den preußischen Adelsstand nobilitiert wurde. Es wurde ein Fideikommiss mit 54.000 Talern Kapitalwert eingerichtet, dessen Oberhaupt den Namen Elbe-Carnitz führte. Ein Rittergutsbesitzer von Elbe-Carnitz war zudem in den 1880er Jahren unter diesen Namen als Politiker in Berlin aktiv.
Anfang des 20. Jahrhunderts ist die zweite Ehefrau des Oskar von Elbe, die Witwe Katharina von Elbe, geborene Gräfin von Wartensleben, für die Gutsgeschäfte zuständig. Ihr folgte als Fideikommissherr der älteste Stiefsohn, aus erster Ehe des Gutsherrn, Georg von Elbe. Er war aktiver Offizier und lebte mit seiner Ehefrau Marie Freiin von Prätorius von Richthofen zeitweilig in Rendsburg. Um 1939 hieß die Gutseigentümerin Margarete von Elbe-Karnitz, die noch ein weiteres Gut besaß, Karnitz blieb aber Hauptwohnsitz. Sie war eine Halbschwester des genannten Rittmeisters Georg von Elbe. Die letzte Gutsbesitzerin Ruth Veronika von Elbe-Carnitz, geborene von Reichel, Ehefrau des Oskar Ludwig von Elbe-Karnitz. flüchtete im Frühjahr 1945 vor der Roten Armee.
Gegen Ende des Zweiten Weltkriegs 1945 von der Roten Armee besetzt, wurde Karnitz anschließend – wie ganz Hinterpommern – unter polnische Verwaltung gestellt und  in Karnice umbenannt. Soweit sie nicht geflohen waren, wurden die Dorfbewohner von nach Kriegsende zugewanderten polnischen Milizionären  vertrieben.

### Demographie
| Jahr | Einwohnerzahl | Anmerkungen                                      |
| ---- | ------------- | ------------------------------------------------ |
| 1822 | 277           | mit dem Vorwerk Jatznow und der Schäferei Neides |
| 1867 | 171           | am 3. Dezember                                   |
| 1871 | 155           | am 1. Dezember, ausschließlich Evangelische      |
| 1933 | 532           | [ 11 ]                                           |
| 1939 | 477           | [ 11 ]                                           |

## Sehenswürdigkeiten
Die Dorfkirche aus dem 15. Jahrhundert wurde im Barockstil im 18. Jahrhundert umgebaut. Neben der Kirche befindet sich eine Kapelle aus Backstein auf rechteckigem Grundriss, die 1880 von der Familie von Elbe im neugotischen Stil erbaut wurde. Beide gehörten bis 1946 der evangelischen Gemeinde und nunmehr der katholischen Pfarrei St. Stanisław Kostka. 
Zur reichen barocken Ausstattung der Kirche gehört auch eine  Orgel, deren Bauzeit um 1680 liegt. Es ist die einzige Orgel aus dem 17. Jahrhundert in Hinterpommern, die die originalen Windladen (Ventile unverändert) sowie wesentliche Teile der Traktur und die Keilbalganlage besitzt. Gebaut hat die Orgel entweder Aaron Thun aus Kolberg oder Balthasar Held aus Stettin.
Die Orgel wurde Ende des 18. oder Anfang des 19. Jahrhunderts in die Karnitzer Kirche eingebaut; woher sie stammt, ist unbekannt. Möglicherweise handelte es sich vor dem Einbau in Karnitz um eine zweimanualige Orgel, die für den Einbau reduziert wurde. Auch die Disposition wurde beim Einbau geändert.
1945 wurde das Instrument stark beschädigt. Später wurden die Seitenemporen abgebrochen und Teile der Brüstung um 90° gedreht an die Pedaltürme angesetzt.

## Gmina Karnice
Die Landgemeinde Karnice umfasst eine Fläche von 133,14 km² bei einer Einwohnerzahl von etwas mehr als 4.000. Die Gemeindefläche macht 13,1 % der Fläche des Powiats Gryficki (Greifenberg) aus. Nachbargemeinden sind:
- Gryfice, Rewal (Rewahl) und Trzebiatów (Treptow a.d. Rega) im Powiat Gryficki, und
- Świerzno (Schwirsen) im Powiat Kamieński (Cammin).

### Gemeindegliederung
Die Ortschaften der Landgemeinde Karnice sind in 16 Schulzenämter (sołectwo) untergliedert:
| - Cerkwica (Zirkwitz) - Ciećmierz (Zitzmar) - Czaplin Mały (Klein Zapplin) - Czaplin Wielki (Groß Zapplin) - Drozdowo (Hohen Drosedow) - Janowo (Johannisthal) - Karnice (Karnitz) - Konarzewo (Kirchhagen oder Wachholzhagen) | - Kusin-Skrobotowo (Küssin-Schruptow) - Lędzin (Lensin) - Modlimowo (Muddelmow) - Niczonów (Nitznow) - Ninikowo (Ninikow) - Paprotno (Parpart) - Skalno (Eiersberg) - Trzeszyn-Węgorzyn (Tressin-Wangerin) |

Übrige Ortschaften:
Czaplice (Neu Zapplin), Dreżewo (Dresow), Drozdówko (Krähenkrug), Gocławice (Gützelfitz), Gościmierz (Gedde), Mojszewo (Groß Moitzow), Niedysz (Neides), Niwy (Haideschäferei), Pogorzelica (Fischerkaten), Witomierz (Johannishof) und Zapole (Eckernfelde).

### Verkehr
Durch das Gebiet der Gmina Karnice verlaufen drei Woiwodschaftsstraßen.
- die Woiwodschaftsstraße 110 (droga wojewódzka 110) durchquert das Gemeindegebiet in Nord-Süd-Richtung und stellt die Verbindung zur Kreisstadt Gryfice bzw. zur Ostseeküste her,
- die Woiwodschaftsstraße 103 verläuft in Ost-West-Richtung und verbindet die Gmina Karnice mit Kamień Pomorski (Cammin) im Westen bzw. Trzebiatów (Treptow a.d. Rega) im Osten,
- die Woiwodschaftsstraße 102 schließlich berührt den Nordteil der Gmina und verbindet – in Wahrnehmung ihrer Aufgabe als Droga Nadmorska (Küstenstraße) – das Gemeindegebiet mit den Ostseestäten Międzyzdroje (Misdroy) und Kołobrzeg (Kolberg).

Vom regelmäßigen Bahnverkehr wurde Karnice nach 1945 getrennt. Bis dahin war hier Station der Reichsbahnlinie von Wietstock (heute polnisch: Wysoka Kamieńska) über Cammin (Kamień Pomorski) nach Treptow a. d. Rega (Trzebiatów). Außerdem hielt hier die Greifenberger Kleinbahn auf ihrer Strecke von Greifenberg zur Weiterfahrt über Rewahl (Rewal) und Horst nach Treptow.

### Partnergemeinde
Karnice verbindet eine Partnerschaft mit der deutschen Gemeinde Burkhardtsdorf im sächsischen Erzgebirgskreis.